# Henri Buttgenbach
Henri Jean Francois Buttgenbach (* 5. Februar 1874 in Ensival (bei Verviers); † 29. April 1964 in Brüssel, Stadtteil Woluwe-St.Pierre) war ein belgischer Wirtschaftsgeologe und Mineraloge.

## Leben und Wirken
Henri Buttgenbach begann ein Bergbauingenieursstudium an der Universität Lüttich, befasste sich dort aber auch mit Mineralogie bei Giuseppe Raimondo Pio Cesàro (1849–1939), ohne zu promovieren. Er blieb auch später in Kontakt mit Cesàro und war zwischen seinen Reisen Assistent in dessen Labor. Er veröffentlichte zuerst 1896.
Buttgenbach arbeitete in der Bergbauindustrie in Mexiko, Kalifornien, Florida, Sumatra, Chile und Argentinien, Tunesien, Marokko, Südafrika und vor allem in Shinkolobwe, in der Provinz Katanga im Kongo, wo er seit 1902 war. Er arbeitete dort ab 1911 für die Union Minière du Haut Katanga. 1921 bis 1945 war er Professor für Geologie an der Universität Lüttich (als Nachfolger von Cesàro).
Er veröffentlichte viele Arbeiten über Mineralien und Lagerstätten in Belgien und dem Kongo.
Das 1925 im Kongo entdeckte Mineral Buttgenbachit wurde nach ihm benannt. Er selbst ist Erstbeschreiber mehrerer Mineralien wie Cornetit (1916), Cesàrolith (1920), Fourmarierit (1924) und Thoreaulith (1933).
Er war Mitglied der Königlichen Belgischen Akademie der Wissenschaften und Ehrenmitglied der Mineralogical Society of Great Britain and Ireland.

## Schriften
- Les minéraux et les roches, 7. Auflage, Paris und Lüttich 1943
- Tableaux des constantes géométriques des minéraux, Lüttich 1918
- Les minéraux de Belgique et du Congo Belge, Paris, Dunod 1947